# A Picture is Worth a 1,000 Bucks
«A Picture is Worth a 1,000 Bucks» (рус. «Лучше один раз увидеть, чем 1000 долларов») — одиннадцатая серия второго сезона мультсериала «Гриффины». Премьерный показ состоялся 18 апреля 2000 года на канале FOX. В России премьерный показ состоялся 1 июля 2002 года на канале Рен-ТВ.

## Сюжет
На свой день рождения Питер везёт свою семью поиграть в мини-гольф, но вскоре владелец заведения Боб Фанленд просит их уйти, так как Питер доставляет множество проблем остальным посетителям. Питер расстроен, тем более он помнит своего бывшего одноклассника Боба как полного неудачника.
Крис дарит отцу подарок: прекрасную картину, но Питер использует её лишь для того, чтобы заделать разбитое окно в машине. Таким образом картина случайно попадается на глаза некоему продавцу живописи Антонио Монатти, который убеждает Питера отвезти своего сына в Манхэттен, где он мог бы стать знаменитым художником.
Питер вручает Криса Антонио, а сам с семьёй гуляет по городу, восхищённый его величием. Тем временем Монатти красит Крису волосы в зелёный цвет, переодевает его в стильную одежду, даёт псевдоним «Кристобель» и представляет фотомодели Кейт Мосс. Постепенно Антонио внушает Крису мысль, что тот должен держаться подальше от своего отца, «потому что тот — свинья». Когда Крис неохотно соглашается на это, Питер отказывается от него и сосредотачивается на пестовании таланта Мег к подражанию птичьего пения.
Лоис обманом (упомянув о стриптизёршах, которые будут раздавать бесплатные тако) вытаскивает Питера на первую выставку работ Криса. Оказывается, что все его шедевры посвящены своему отцу — Питеру. Антонио и «толпа искусствоведов» («art crowd») немедленно отвергает Криса за то, что он — «трёхмерник».
Перед отъездом семьи обратно в Куахог, Кельвин Кляйн замечает Стьюи и предлагает ему стать лицом новой линии дизайнерских подгузников. В конце эпизода можно увидеть рекламный плакат с изображённым на нём Стьюи в подгузнике с надписью «Стьюи Гриффин говорит: Я могу пойти куда угодно в моих „Calvin$“» («Stewie Griffin says: I can go anywhere in my 'Calvin$'»).

## Создание
Автор сценария: Крейг Хоффман.
Режиссёр: Гэвин Делл.
Приглашённые знаменитости: Ди Брэдли Бейкер, Кэндис Берген (в роли Мерфи Браун из одноимённого сериала), Фэйс Форд (в роли Корки Шервуд), Чарльз Кимбру (в роли Джима Диала) и Джо Регалбьюто.